# Павлов, Николай Антонович
Николай Антонович Павлов (род. в 1950) — советский хозяйственный и партийный деятель, член ЦК КПСС в 1987–1990 годах.

## Биография
Родился в 1950 году, русский. Окончил среднюю школу. Трудовой путь начал в 1968 году оператором по добыче нефти и газа управления «Сургутнефть». После службы в Советской Армии с 1972 года работал на прежней должности в прежнем управлении. Член КПСС с 1978 года.
Кандидат в члены ЦК КПСС (1986—1987), член ЦК КПСС с июня 1987 по июль 1990 года.